# Aalborg Præstenetværk
Aalborg Præstenetværk er en sammenslutning af præster og kirkeledere i Aalborg, fra forskellige frikirker, folkekirker og frimenigheder. De har siden 2001 været sammen for at bede for byen, hvilket nu foregår hver fredag på det gamle rådhus i Aalborg. De arrangerer også fælleskirkelige arrangementer i forskellige kirker i Aalborg. Hvert år i januar inviterer de byens kirker og kristne til at faste og bede for byen, samt afholder en række samlinger. I den anledning har de hvert år siden 2009 udgivet et hæfte.

## Historie
Fra begyndelsen blev det kaldt "præstefællesskabet" og visionen var udelukkende at være sammen i fælles bøn for byen, til trods for divergerende teologiske opfattelser, for de havde dog alle et kald til at arbejde for Gud i Aalborg. De mødtes da en gang om måneden og undervejs blev de tættere knyttet sammen.
I januar 2006 blev der holdt møder, hvor to udenlandske forkyndere, der ikke kendte hinanden og havde aldrig mødt hinanden, underviste ud fra det samme vers i Bibelen (Anden Krønikebog, kapitel 7, vers 14).
Efterhånden som visionen for byen blev større, opstod der et behov for at mødes hyppigere til bøn og fra januar 2007 har ca. 15 præster mødtes hver uge til bøn for Aalborg. Fra dette tidspunkt kaldte de sig Præstenetværket eller Aalborg Præstenetværk.

## Præsteforum
Ud over de ugentlige samlinger mødes de en gang om måneden med præster og andre, der ikke har valgt at være en del af Præstenetværket, for at bygge relationer til disse. Dette fællesskab kaldes "Præsteforum".

## Præster/Kirker i Præstenetværket
- Aalborg Valgmenighed (Folkekirken/Dansk Oase)
  - Pelle Kviesgaard
  - Filip Svarre
- Bethaniakirken (Missionsforbundet)
  - Dominique Lachat
  - John Nielsen
  - Philip Fodgaard
- Bethelkirken (Baptistkirken)
  - Lars Midtgaard
  - Henrik Holmgaard
  - Lee Hansson
- Aalborg Citykirke (Pinsekirken)
  - Dan Sørensen Jacobi
  - Carsten Jensen
- Aalborg Frimenighed (Luthersk Mission)
  - Bent Houmaa Jørgensen
  - Torben Schmidt
- Apostolsk Kirke
  - Johannes Hansen
  - David Lundsteen
  - Else-Marie H. Hansen
  - Martin Mutale
- Frelsens Hær
  - Anne-Lene R. Mabada
  - M. Enos Mabada
- Solsidekirken
  - Ulrik Flinta
- Frikirken Aalborg Øst (Pinse/Baptistkirke)
  - John Erik Knudsen
  - Kelvin Sam
- Josvafællesskabet (Folkekirken)
  - Alf Kristian Engqvist
- Aalborg MenighedsCenter
  - David Hansen
  - Nick Hansen
  - Lars Bisgaard
- Vadum Kirkecenter (Missionsforbundet)
  - Thomas Baldur
- Verdens Lys Arabiske Kirke
  - Elias Haddad

## Udgivelser
- Det guddommelige eksperiment (2009) – Oversættelse af bønneguide skrevet af Rhonda Hughey.
- En by på vej (2010) – 21 dages bønneguide skrevet af præstenetværket.
- Når I beder, når I faster, når I giver almisse (2011) – en bønneguide udgivet som en lille tryksag skrevet af præstenetværket.
- En by på vej med forsoning (2012) – 21 dages bønneguide skrevet af præstenetværket.
- En by på vej med evangeliet (2013) – 21 dages bønneguide skrevet af præstenetværket.
- 40 dage med bøn for byen (op til påsken 2014) – Et materiale ud fra Jonas bog skrevet af Rob Bell - oversat og bearbejdet af præstenetværket.
- En by på vej (2015) – Bønneguide til 14 dage med bøn for Aalborg skrevet af præstenetværket. Arkiveret 1. januar 2017 hos  Wayback Machine
- #Sammen (2016) – Bønneguide til 14 dage med bøn for Aalborg skrevet af præstenetværket.
- Hjerte for byen (2017) – Bønneguide til 14 dage med bøn for Aalborg skrevet af præstenetværket.[1]

## Bibelhenvisninger
1. ↑  Bibelen Online - 2 Krøn 7:14